# Berlin-Rahnsdorf

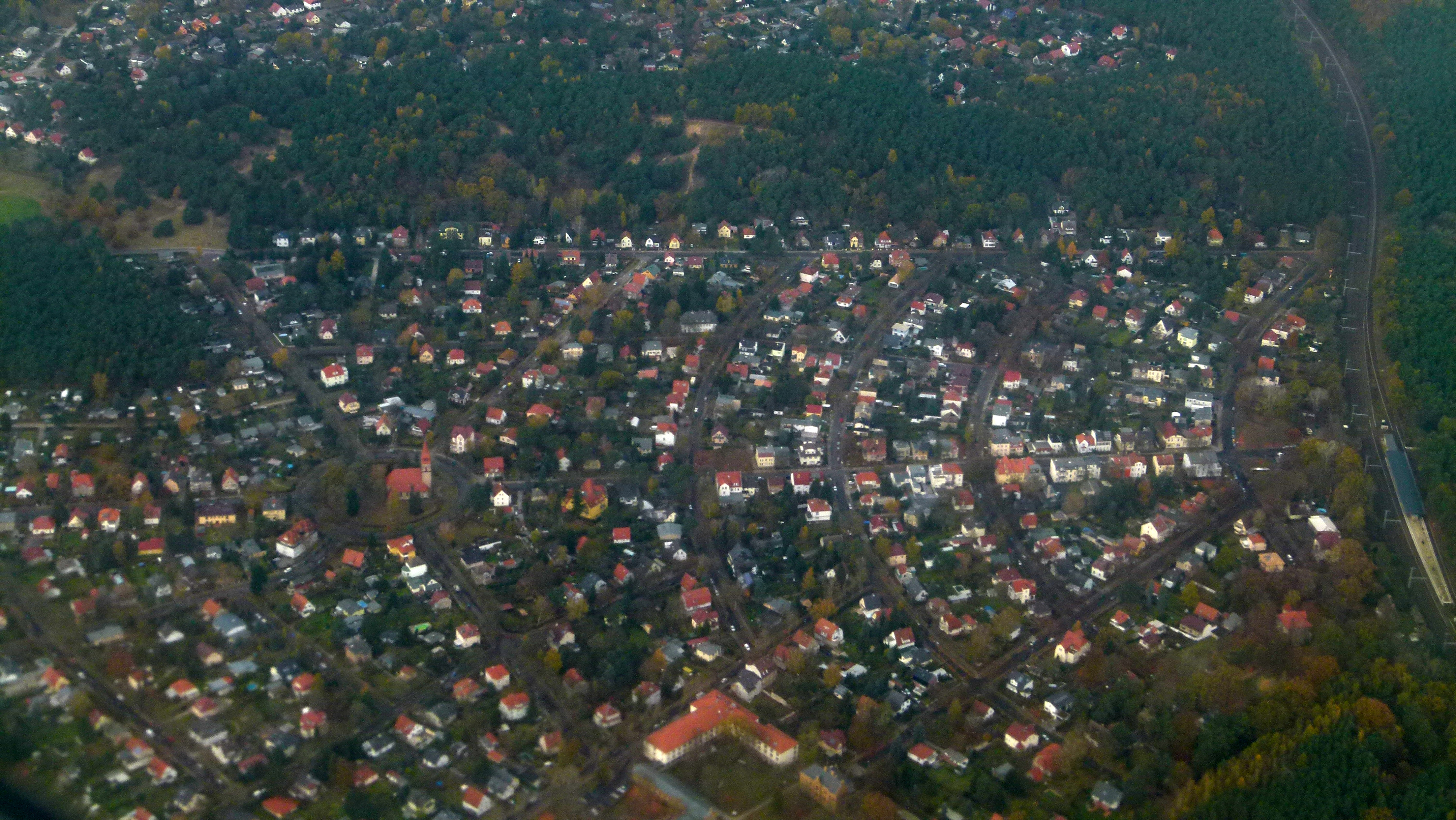
Luftbild der Rahnsdorfer Ortslage Wilhelmshagen

Rahnsdorf ist ein Ortsteil im Bezirk Treptow-Köpenick in Berlin.

## Geographie
Rahnsdorf ist der östlichste Ortsteil Berlins; die Kernsiedlungen liegen an der Mündung der Spree in den Müggelsee. Zwischen Rahnsdorf und Wilhelmshagen befinden sich die Püttberge, die als Binnendünen innerhalb des Berliner Urstromtales Erhebungen von bis zu 68 m Höhe bilden.
Ortslagen und Siedlungen
- Rahnsdorf (Rahnsdorfer Mühle)
- Hessenwinkel
- Wilhelmshagen (Neu-Rahnsdorf)
- Rahnsdorf (Alt-Rahnsdorf)
- Neu-Venedig

In Rahnsdorf gibt es mehrere kleine Villenkolonien sowie Einfamilienhaussiedlungen. Im Berliner Sozialstrukturatlas (Stand: 2013) belegt der Ortsteil Platz 24 unter 419 gelisteten Planungsräumen. Dies resultiert aus einer gehobenen Sozialstruktur und einem hohen Durchschnittseinkommen. Touristen besuchen Rahnsdorf vor allem wegen des Müggelsees.

## Geschichte
Rahnsdorf wurde als slawisches Fischerdorf zwischen Müggelspree und Müggelsee gegründet. Seine Ortsform Sackgassendorf ist typisch für die erste Siedlungsphase der deutschen Zuzügler wohl im ersten Drittel des 13. Jahrhunderts. Vermutlich geht der Name auf das Heimatdorf der ersten Siedler in der Nähe von Wittenberg zurück. Dort besteht auch ein Woltersdorf, was darauf schließen lässt, dass beide Orte in einem ähnlichen Zeitraum gegründet wurden. 1319 wurde der Ort zum ersten Mal urkundlich in einer Abrechnung der Burg Köpenick erwähnt. Es war nicht verhuft, weil es noch 1450 keine Äcker gab. Der Ort hatte 1487 die Fischereigerechtigkeit in den Gewässern des Schlosses Köpenick. Seine Einwohner verrichteten Kossätendienste, wahrscheinlich durch Fischfang und entsprechende Lieferpflichten an das Schloss. Es gab inzwischen 16 Hufen, von denen vier dem Schulzen gehörten. Während des Mittelalters gab es in Rahnsdorf noch keine Kirche. Eine erste Dorfkirche wurde gegen 1660/1670 erwähnt. Im Jahr 1801 war Rahnsdorf noch immer ein Fischerdorf mit knapp 20 Dorfbewohnern, die keine Höfe mit Hufenbesitz besaßen, sondern nur Katen. 1856 gab es bereits 43 Familien.

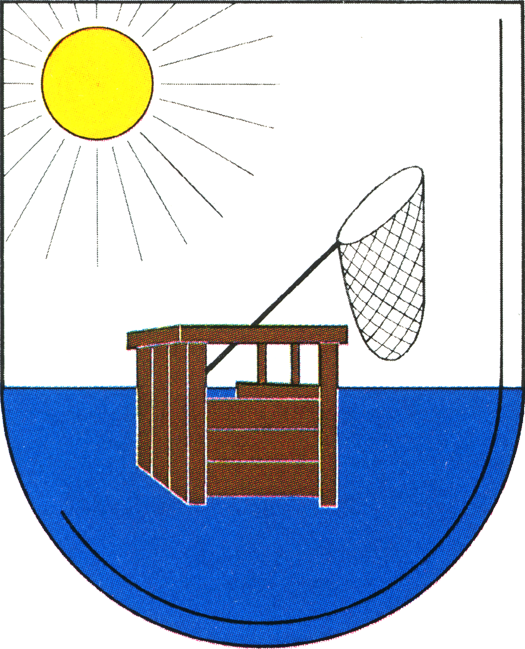
Wappen der ehemaligen Landgemeinde Rahnsdorf, noch 1987 in Gebrauch

Im Jahr 1872 brannte das Dorf vollkommen ab und wurde anschließend neu errichtet. In den 1890er Jahren wurde Hessenwinkel zur Villenkolonie ausgebaut und 1891 zu Rahnsdorf eingemeindet. Im gleichen Zeitraum gründete die Deutsche Volksbaugesellschaft für Bürger aus dem einfachen Volke auf dem Gebiet des Gutsbezirks Rahnsdorf die Villenkolonie Neu-Rahnsdorf. Im Jahr 1902 gab sich Kolonie mit dem zentralen Platz und sternförmig abgehenden Straßen die Bezeichnung Wilhelmshagen. 1912/1913 entstand die Triglawbrücke, die die Insel südlich der seit 1879 „neuen Spree“ mit Hessenwinkel verband. Am 1. April 1914 wurde der Gutsbezirk Rahnsdorf mit Wilhelmshagen in die Landgemeinde Rahnsdorf eingegliedert.
Am 11. November 1916 kam es zu einem schweren Eisenbahnunfall in der Nähe des Bahnhofs Rahnsdorf: Eine Rotte von Gleisbauarbeiterinnen – aufgrund des Arbeitskräftemangels im Ersten Weltkrieg wurden hier Frauen eingesetzt – winkte den Soldaten eines vorbeifahrenden Militärzuges zu. Dabei überhörten sie das – zu spät abgegebene – Warnsignal für einen Zug, der sich auf dem Gleis näherte, auf dem sie selber standen. 19 Frauen kamen ums Leben. Der Sicherungsposten wurde zu einem Jahr Gefängnisstrafe verurteilt.
Bei der Eingemeindung nach Groß-Berlin am 1. Oktober 1920 wurde die Landgemeinde Rahnsdorf mit 2801 Einwohnern dem Verwaltungsbezirk Cöpenick zugeordnet. Der Ostteil des gleichzeitig eingemeindeten Forstgutbezirks Cöpenick wurde mit Rahnsdorf zusammengelegt. Die lagunenartige Wassersportkolonie Neu-Venedig an der Müggelspree entstand 1926 und hat sich bis heute zur Wohn- und Wochenendhaus-Siedlung entwickelt. 1929 baute die Verwaltung die Grundschule an den Püttbergen und 1933 errichtete die katholische Kirche die Heilige-Drei-Könige-Kirche.
Im Zweiten Weltkrieg wurde im Wald östlich von Wilhelmshagen das Arbeiterdurchgangslager Berlin-Ost eingerichtet, das zwischen 1942 und 1945 von Hunderttausenden Zwangsarbeitern durchlaufen wurde. Es besaß einen eigenen Bahnanschluss und eine betonierte Rampe, die bis heute erhalten ist. In 20 Baracken wurden die zwangsrekrutierten Arbeitskräfte aus allen besetzten Ländern Europas registriert und für einige Tage untergebracht, bevor sie auf Rüstungsbetriebe in Berlin und das Umland verteilt wurden.

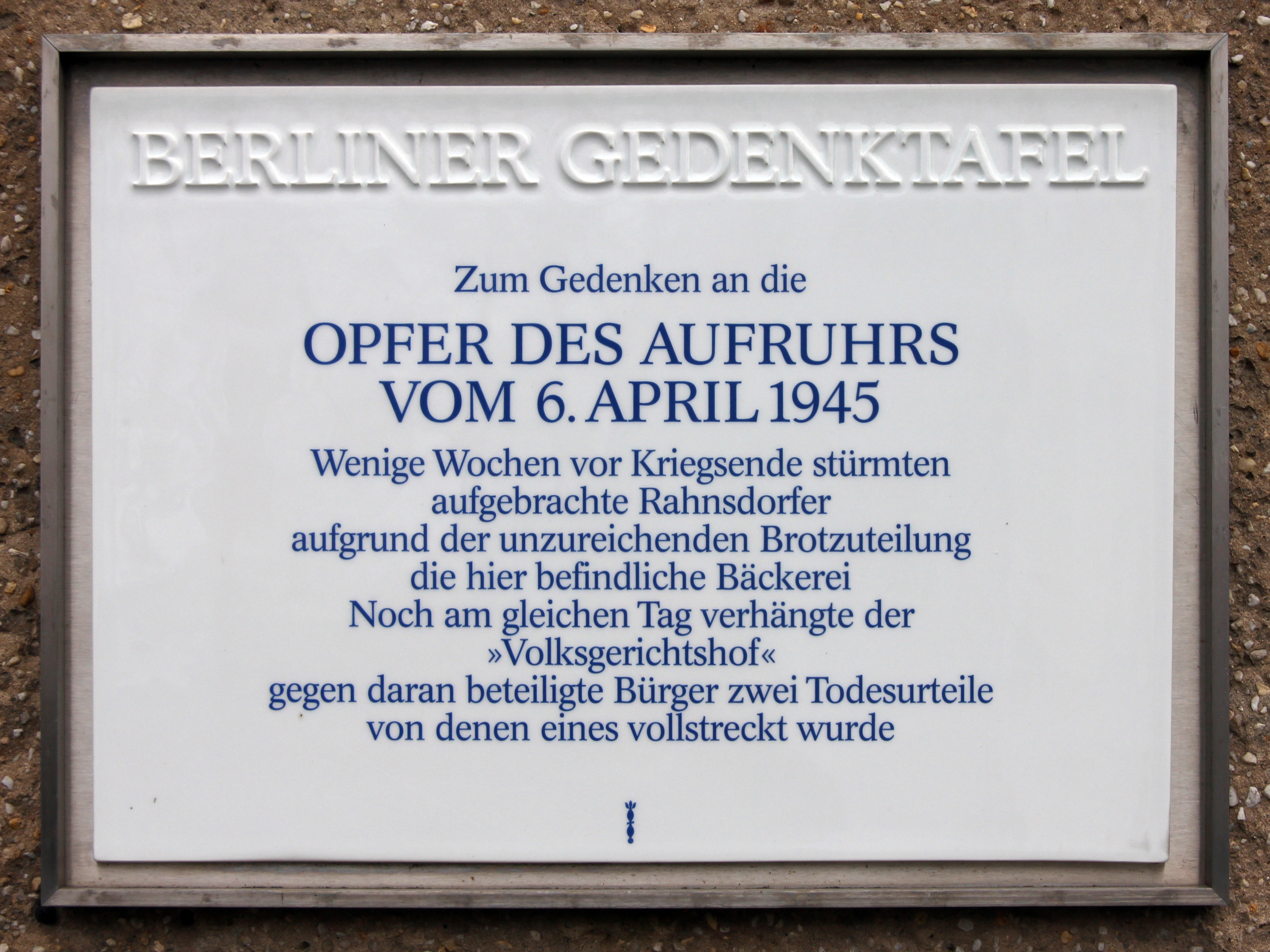
Berliner Gedenktafel zum Rahnsdorfer Brotaufruhr

Am 6. April 1945 stürmten in Rahnsdorf etwa 200 Frauen und Männer zwei Bäckereien. Damit protestierten sie gegen die unzureichende Verteilung von Brot, insbesondere die Bevorzugung von Mitgliedern nationalsozialistischer Organisationen, nachdem Sondermarken für Brot an Mitglieder von NS-Organisationen ausgegeben worden waren. Nach Denunziation wurden 15 von ihnen verhaftet. Zum Andenken wurde in der Fürstenwalder Allee 27 eine Gedenktafel angebracht.
Zu DDR-Zeiten wurde im Ortsteil ein Kinderferienlager errichtet und unterhalten.

## Bevölkerung
| Jahr | Gemeinde | Gutsbezirk | zusammen |
| ---- | -------- | ---------- | -------- |
| 1858 | 0.221    | 035        | 0256     |
| 1871 | 0.255    | 047        | 0302     |
| 1885 | 0.247    | 071        | 0318     |
| 1895 | 0.468    | 452        | 0920     |
| 1905 | 0.749    | 622        | 1.371    |
| 1910 | 1.138    | 763        | 1.901    |

| Jahr | Einwohner |
| ---- | --------- |
| 1919 | 2.801     |
| 1925 | 3.534     |
| 1939 | 7.862     |
| 1946 | 9.598     |
| 1950 | 9.859     |
| 1963 | 8.370     |
| 1991 | 05.887    |
| 1995 | 07.854    |
| 2000 | 08.648    |

| Jahr | Einwohner |
| ---- | --------- |
| 2007 | 08.838    |
| 2010 | 08.878    |
| 2015 | 09.258    |
| 2020 | 09.856    |
| 2021 | 10.233    |
| 2022 | 10.622    |
| 2023 | 10.723    |
| 2024 | 11.138    |

Quelle ab 2007: Statistischer Bericht A I 5. Einwohnerregisterstatistik Berlin. Bestand – Grunddaten. 31. Dezember. Amt für Statistik Berlin-Brandenburg (jeweilige Jahre)
Am 31. Dezember 2023 waren lediglich 9,5 % der Rahnsdorfer ausländische Staatsbürger. Damit liegt der Ausländeranteil in Rahnsdorf sowohl unter dem Ausländeranteil in Berlin (24,4 %) wie auch unter dem im Bezirk Treptow-Köpenick (16,4 %). Die am häufigsten vorkommenden Staatszugehörigkeiten unter den Ausländern in Rahnsdorf bilden die Ukrainer und die Polen.

## Bauwerke und Sehenswürdigkeiten
Kern des Ortsteils ist der Anger, an dem sich die nach dem Brand 1876 neu errichteten Wohngebäude aus den 1880er Jahren befinden und inzwischen zu großen Teilen unter Denkmalschutz stehen.
Die Dorfkirche Rahnsdorf wurde in den Jahren 1886–1888 nach Plänen des Königlichen Baurats Friedrich Adler und des preußischen Kreisbauinspektors Friedrich Wilhelm Kappen errichtet. Im Innern befinden sich unter anderem zwei Kelche aus dem 16. und 18. Jahrhundert sowie Chorfenster von Lothar Mannewitz. Auf der linken Seite ist der Fischzug Petri aus dem Evangelium nach Lukas (Lukas 5,3-11 ), in der Mitte Jesus Christus aus der Offenbarung des Johannes (Johannes 4,2-11 ) und rechts der Auferstandene beim Mahl mit den Jüngern am See aus dem Evangelium nach Johannes (Johannes 21,4-14 ) zu sehen. Die Kerzenleuchter am Gestühl sowie der Kerzenkronleuchter sind ein Entwurf und Geschenk des Architekten Robert Wischer. Auf der Westempore steht seit dem Jahr 1888 eine Orgel aus der Werkstatt der Gebrüder Dinse.
Die katholische Heilige-Drei-Könige-Kirche, nach Plänen des Architekten Josef Vassillière, steht am Hang des Schonungsberges am Grünheider Weg. Sie wurde am 8. Juli 1934 als Notkirche benediziert.
Ein beliebtes Naherholungsgebiet sind die Püttberge.
Der Wohnbereich Hessenwinkel nimmt eine besondere Stellung in Rahnsdorf ein; die Villenkolonie hat sich über viele Jahre kaum verändert. Doch in der DDR-Zeit wurde in den 1970er Jahren hier auf Teilen der Grundstücke Fürstenwalder Allee 356 und Fahlenbergstraße (heute: Clara-Müller-Jahnke-Straße) eine Kaserne als Ausbildungsstätte für die Grenztruppen errichtet. Nach der deutschen Wiedervereinigung und der Abwicklung der NVA dienten die Gebäude noch längere Zeit zur Unterbringung von Asylbewerbern. Seit dem Jahr 2000 stehen alle Gebäude leer und verfallen. An dieser Stelle sollen gemäß einem Ende 2024 gefassten Beschluss der BVV Treptow-Köpenick unter dem Begriff Kaserne Hessenwinkel (Gesamtfläche von 4,69 Hektar) neue Wohnbauten entstehen. Rund 450 Wohneinheiten werden auf mehrere Gebäude mit sechs bis acht Geschossen verteilt, zudem soll der auszuarbeitende Bebauungsplan eine Kita, eine Quartiersgarage, Frei- und Ausgleichsflächen und einen Neubau für die Freiwillige Feuerwehr Wilhelmshagen enthalten. Platz für modulare Flüchtlingsunterkünfte soll auch vorgesehen werden. Die Beteiligung der Öffentlichkeit und relevanter Einrichtungen wird berücksichtigt. Terminvorstellungen gibt es zu dem Vorhaben jedoch noch nicht (Stand: Januar 2025).

## Verkehr

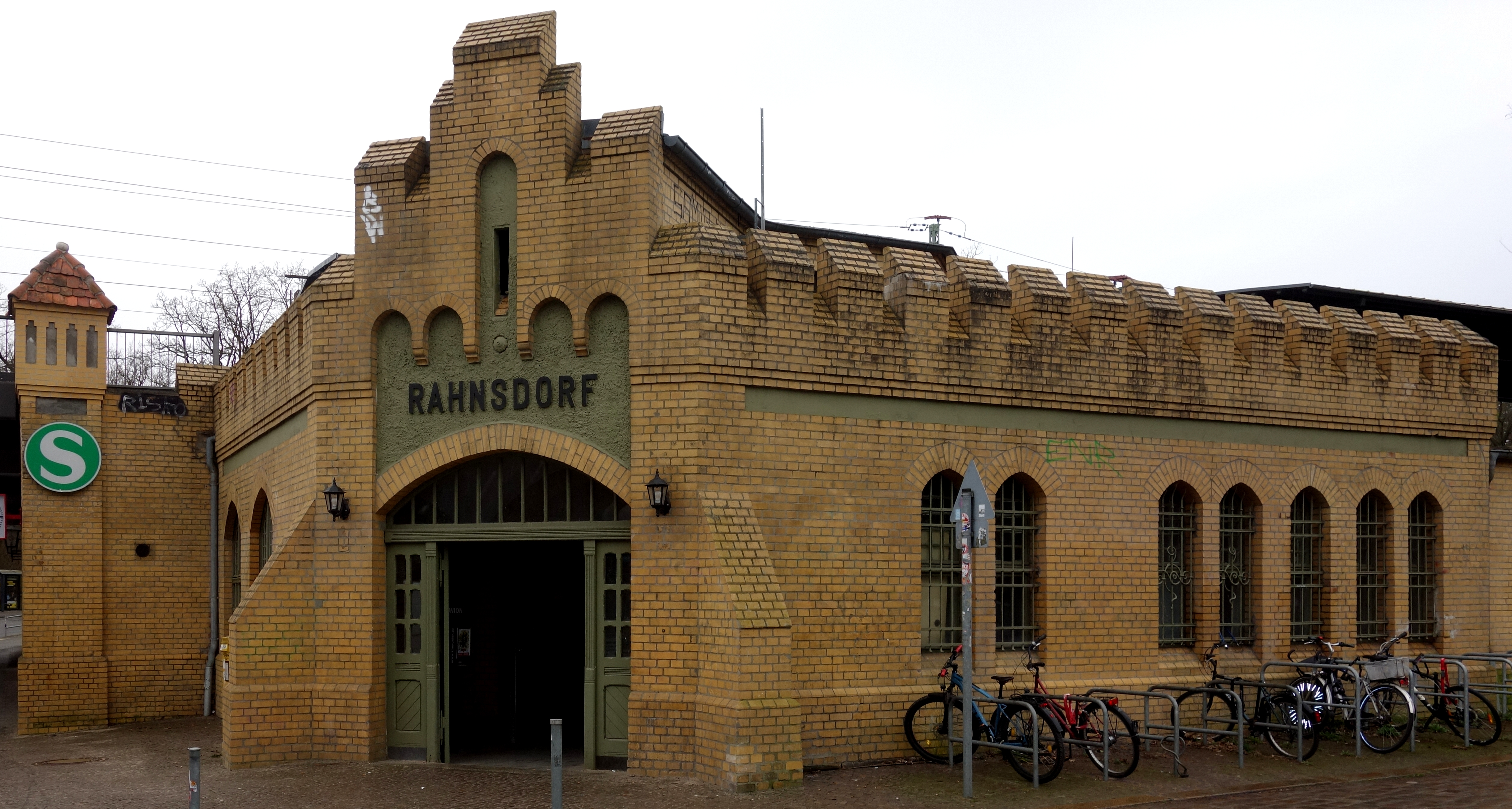
S-Bahnhof Rahnsdorf

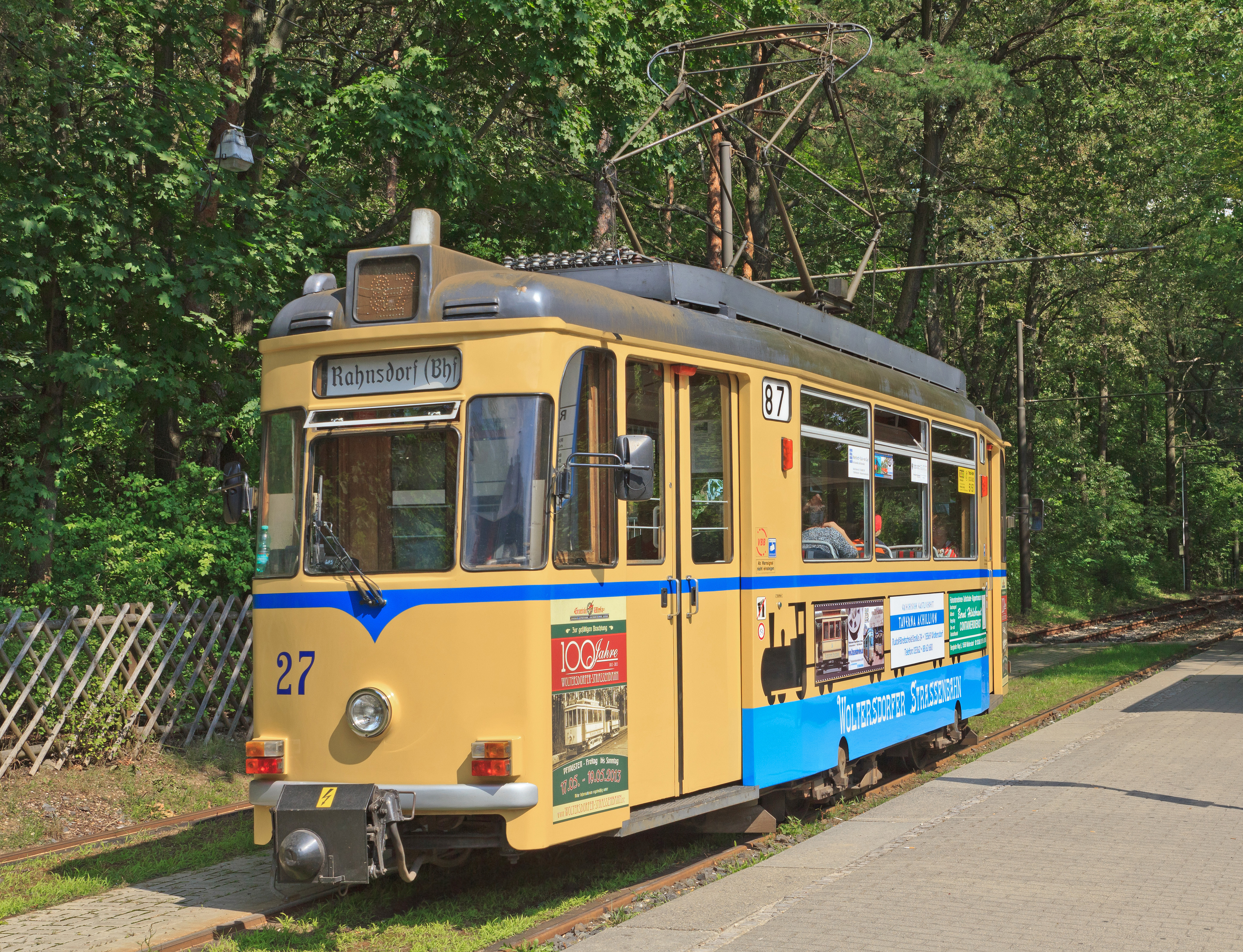
Woltersdorfer Straßenbahn in Rahnsdorf

### Öffentlicher Personennahverkehr
Der Ortsteil verfügt über zwei Bahnhöfe an der Bahnstrecke Berlin–Frankfurt (Oder): Rahnsdorf und Wilhelmshagen, die von der Linie S3 der Berliner S-Bahn bedient werden. Vom Vorplatz des S-Bahnhofs Rahnsdorf verkehrt die Woltersdorfer Straßenbahn nach Woltersdorf.
Die Straßenbahnlinie 61 der BVG beginnt am westlichen Ortsrand an der Station Rahnsdorf/Waldschänke und fährt von hier über Friedrichshagen und Köpenick zum S-Bahnhof Berlin-Schöneweide.
Die Buslinie 161 der BVG verbindet Schöneiche mit den beiden S-Bahnhöfen des Ortsteils, der Endhaltestelle der Straßenbahnlinie 61 und Erkner.
Auf der Müggelspree verkehrt die Fährlinie F23, die seit 2014 solarstrombetrieben im Auftrag der BVG von der Weißen Flotte Stralsund durchgeführt wird. Außerdem pendelt mit der F24 eine von drei manuell angetriebenen Fähren in Deutschland an Wochenenden und Feiertagen zwischen Rahnsdorf/Kruggasse und Müggelheim/Spreewiesen.

### Individualverkehr
Der wichtigste Straßenzug Fürstenwalder Damm – Fürstenwalder Allee führt quer durch den Ort und verbindet über Rahnsdorf hinaus Köpenick mit Erkner. Über sie ist auch die nächste Autobahnanschlussstelle der A 10 in knappen zehn Minuten erreichbar. Als zusätzlicher wichtiger Verkehrsweg dient die Ingeborg-Hunzinger-Straße (später: Straße nach Fichtenau), die nach Schöneiche bei Berlin führt.
Das Angebot an guten Fahrradwegen im Ortsteil ist mangelhaft. Bereits bestehende Radwege befinden sich sogar häufig auch noch in einem schlechten Zustand. (Stand: Sommer 2023)

## Mit Rahnsdorf verbundene Persönlichkeiten
- Clara Müller-Jahnke (1860–1905), Dichterin, lebte und starb in Wilhelmshagen
- Erich Hanke (1911–2005), Philosoph und Hochschullehrer, lebte und starb in Rahnsdorf
- Fritz Baust (1912–1982), Maler und Grafiker, lebte und arbeitete in Rahnsdorf
- Georg Klaus (1912–1974), Philosoph und Hochschullehrer, lebte zuletzt in Wilhelmshagen
- Ingeborg Hunzinger (1915–2009), Bildhauerin, führte von 1953 bis zu ihrem Tod 2009 ein Atelier in Rahnsdorf
- Karl Hillert (1927–2004), bildender Künstler und Hochschullehrer, in Rahnsdorf geboren
- Paul Rahn (1934–2002), Fährmann der Ruderfähre zwischen Rahnsdorf und Müggelheim[16]
- Lutz Stückrath (1938–2020), Schauspieler und Kabarettist, lebte im Ortsteil Hessenwinkel[17]
- Burkhard Lasch (* 1940), Musikmanager und Liedtexter, lebt und arbeitet in Rahnsdorf